# 온리 갓 포기브스
《온리 갓 포기브스》(영어: Only God Forgives)는 덴마크와 프랑스 합작으로 제작된 니콜라스 빈딩 레픈 감독의 2013년 사이코 스릴러 영화이다. 라이언 고즐링, 크리스틴 스콧 토머스, 위타야 빤싱암이 출연한다. 2013년 칸 영화제에 출품되었다.

## 출연

### 주연
- 라이언 고슬링
- 크리스틴 스콧 토마스

### 조연
- 비데야 판스링감
- 야야잉 라타 퐁남
- 톰 버크
- 바이런 깁슨
- 고든 브라운
- 사하작 본다나킷
- 찰리 루드포카논
- 조 커밍스
- 다네이 티엥담

## 기타
- 공동제작: 제시카 애스크
- 라인프로듀서: 자니 앤더슨
- 협력프로듀서: 이브 슈발리에
- 사운드슈퍼바이저: 크리스티안 에이드네스 앤더슨
- 미술: 베스 믹클
- 시각효과: 마틴 마드센
- 배역: 데스 해밀턴